# Gong Seung-yeon
Gong Seung-yeon (nata Yoo Seung-yeon,  유승연?, 兪昇延?, Yoo Seung-yeonLR, Yoo SŭngyŏnMR; Seul, 27 febbraio 1993) è un'attrice sudcoreana.

## Biografia
Gong è la sorella maggiore di Yoo Jeong-yeon, membro del gruppo musicale Twice. Il padre, Yoo Chang-joon, era lo chef privato dell'ex presidente Kim Dae-jung, nonché un capo chef del Seoul Plaza Hotel da oltre 20 anni, specializzato in cucina coreana.

## Carriera

### 2012–2014: inizi
Gong fece un'audizione come cantante alla SM Entertainment. Ha abbandonato tutto nel 2012, dopo aver perso l'interesse per il canto.
Poco dopo aver fatto il suo debutto nel settore dell'intrattenimento in uno spot per il prodotto per l'igiene femminile White (Yuhan-Kimberly-Clark) nel 2012, Gong ha iniziato ad apparire in piccoli ruoli in drama coreani.

### 2015-presente: successo
Nel 2015, ha attirato l'attenzione quando si è unita alla quarta stagione del reality Uri gyeolhonhaess-eo-yo, insieme alla cantante e attrice Lee Jung-hyun.
Gong ha iniziato ad attirare l'attenzione come attrice con il suo ruolo nel serial Yungnyong-i nareusya. Ha vinto il New Star Award agli SBS Drama Award. Successivamente è stata scelta per il suo primo ruolo da protagonista nel serial My Only Love Song. Il drama è stato presentato in anteprima su Netflix nel 2017.
Nel 2017, Gong ha recitato nel serial Naeseongjeogin Boseu. Nello stesso anno, ha assunto un ruolo da protagonista nella serie Sseokeul: i-eojin du segye.
Nel 2018, ha recitato nel serial Neodo ingan-ini? con l'attore Seo Kang-joon. Ha anche recitato nel cortometraggio My Dream Class e ha cantato la colonna sonora del film.
Nel 2019, Gong è stata scelta per il serial Kkotpadang: Joseonhondamgongjakso.

## Filmografia

### Cinema
- My Dream Class (2018)[15]
- Honja Saneun Salamdeul (2021)

### Televisione
- I Love Lee Tae-ri – serie TV (2012)
- Naegen neomu sarangseureo-un geunyeo – serie TV (2014)
- Pungmuneuro Deoreotso – serie TV (2015)[17][18]
- Yungnyong-i nareusya – serie TV (2015)[8]
- Maseuteo-Guksu-ui Sin – serie TV (2016)[19]
- Il suono del tuo cuore – serie TV, cameo (2016)[20]
- Naeseongjeok-in boss – serie TV (2017)[11]
- Sseokeul: i-eojin du segye – serie TV (2017)[12]
- My Only Love Song – serie TV (2017)[10]
- Mellohollik – serie TV (2017)
- Drama Special – Midsummer's Memory – serie TV, cameo (2017)[21]
- Neodo ingan-ini? – serie TV (2018)[14]
- Kkotpadang: Joseonhondamgongjakso – serie TV (2019)[16]
- Primo soccorso (소방서 옆 경찰서?, Sobangseo yeop gyeongchalseoLR) – serie TV (2022-2023)
- Karma (악연?, Ag-yeonLR) – serie TV (2025)

### Varietà
- Uri gyeolhonhaess-eo-yo (2015)[7]

## Discografia

### Singoli brani di colonne sonore
- 2018 – Like a Star (con Yoo Jeong-yeon, per la colonna sonora di My Dream Class[22])

## Riconoscimenti
| Anno              | Evento                       | Premio                                          | Ricevente                                    | Risultato       | Fonti  |
| ----------------- | ---------------------------- | ----------------------------------------------- | -------------------------------------------- | --------------- | ------ |
| 2005              | SM Youth Best Contest        | Best Face 1st Place                             | N.D.                                         | Vincitore/trice | [ 3 ]  |
| 2015              | SBS Drama Award              | New Star Award                                  | Yungnyong-i nareusya e Pungmuneuro Deoreotso | Vincitore/trice | [ 23 ] |
| 2016              | 2016 SBS Entertainment Award | Newcomer Award (Female) con Yoo Jeong-yeon      | Inkigayo                                     | Vincitore/trice | [ 24 ] |
| 2016              | 2016 KBS Drama Award         | Best New Actress (TV)                           | Maseuteo-Guksu-ui Sin                        | Candidato/a     |        |
| 2017              | Baeksang Arts Award          | Best New Actress (TV)                           | Maseuteo-Guksu-ui Sin                        | Candidato/a     |        |
| The Seoul Award   | Best New Actress (Drama)     | Naeseongjeogin Boseu                            | Candidato/a                                  |                 |        |
| Asia Artist Award | New Wave Award               | N.D.                                            | Vincitore/trice                              | [ 25 ]          |        |
| 2018              | 2018 KBS Drama Award         | Excellence Award, Actress in a Mid-length Drama | Neodo ingan-ini?                             | Candidato/a     | [ 26 ] |
| 2018              | 2018 KBS Drama Award         | Best Couple (con Seo Kang-joon)                 | Neodo ingan-ini?                             | Vincitore/trice | [ 26 ] |
| 2021              | Torino Film Festival         | Miglior attrice                                 | Honja Saneun Salamdeul                       | Vincitrice      |        |